# جوزيف غوردون-ليفيت
جوزيف غوردون-ليفيت (بالإنجليزية: Joseph Gordon-Levitt)‏ (مواليد 17 فبراير 1981) هو ممثل ومخرج ومنتج وكاتب أمريكي من أصل يهودي. بدأ مسيرته التمثيلية منذ أن كان عمره سبع سنوات، حيث ظهر في فيلم Beethoven وAngels in the Outfield و10 أشياء أكرهها بشأنك، وقام بدور دور تومي سولومون من 1996-2001 في المسلسل الكوميدي 3rd Rock from the Sun حيث استطاع أن يحقق شهرة كبيرة من خلاله.
أخذ استراحة من التمثيل ليدرس في جامعة كولومبيا، لكنه ترك الدراسة في 2004 لمتابعة التمثيل مرة أخرى. منذ ذلك الحين ظهر في العديد من الأفلام الناجحة منها Brick وThe Lookout وأيضاً (500) يوم من الصيف حيث ترشح فيه لجائزة الجولدن جلوب كأفضل ممثل كوميدى أو أستعراضى و50/50 الذي أعطاه الترشيح الثاني لجائزة الجولدن جلوب كأفضل ممثل كوميدى أو أستعراضى ولوّبر وفيلما المخرج كريستوفر نولان استهلال ونهوض فارس الظلام. في 2013، قام بكتابة وإخراج وتمثيل الفيلم الكوميدي دون جون، كما سيظهر في فيلم مدينة الخطيئة: سيدة لتقتل من أجلها. غوردون-ليفيت أسس في 2004 شركة إنتاج على الإنترنت تدعى hitRECord.

## أفلامه
| السنة | العنوان                            | الدور            |
| ----- | ---------------------------------- | ---------------- |
| 1992  | النهر يجري من خلالها               | نورمان الصغير    |
| 1999  | 10 أشياء أكرها بشأنك               | كاميرون جيمس     |
| 2002  | كوكب الكنز المفقود                 | جيم هوكينز (صوت) |
| 2005  | قالب                               | بريندان فراي     |
| 2005  | خراب                               | سام              |
| 2009  | 500 يوم مع سمر                     | توم هانسن        |
| 2009  | جي. آي. جو: ظهور الكوبرا           | الدكتور/ريكس     |
| 2010  | استهلال                            | آرثر             |
| 2011  | 50/50                              | آدم ليرنر        |
| 2012  | نهوض فارس الظلام                   | جون روبين بليك   |
| 2012  | صانع الحلقة                        | جو               |
| 2012  | لينكولن                            | روبرت تود لينكون |
| 2013  | دون جون                            | جون مارتيلو      |
| 2014  | مهب الريح                          | جيرو هيركاشى     |
| 2014  | مدينة الخطيئة: سيدة لتقتل من أجلها | جوني             |
| 2014  | المقابلة                           | نفسه             |
| 2015  | السير                              | فيليب بوتي       |
| 2015  | ذا نايت بيفور                      | إيثان ميلر       |
| 2016  | سنودن                              | إدوارد سنودن     |
| 2017  | حرب النجوم: الجيداي الأخير         |                  |

## روابط خارجية
- جوزيف غوردون-ليفيت على موقع IMDb (الإنجليزية)
- جوزيف غوردون-ليفيت على موقع ميتاكريتيك (الإنجليزية)
- جوزيف غوردون-ليفيت على موقع الموسوعة البريطانية (الإنجليزية)
- جوزيف غوردون-ليفيت على موقع روتن توميتوز (الإنجليزية)
- جوزيف غوردون-ليفيت على موقع مونزينجر (الألمانية)
- جوزيف غوردون-ليفيت على موقع قاعدة بيانات الأفلام العربية
- جوزيف غوردون-ليفيت على موقع ألو سيني (الفرنسية)
- جوزيف غوردون-ليفيت على موقع ميوزك برينز (الإنجليزية)
- جوزيف غوردون-ليفيت على موقع تيرنر كلاسيك موفيز (الإنجليزية)
- جوزيف غوردون-ليفيت على موقع أول موفي (الإنجليزية)